# Церовица (Кучево)
Церовица је насеље у Србији у општини Кучево у Браничевском округу. Према попису из 2022. било је 266 становника.

## Демографија
У насељу Церовица живи 308 пунолетних становника, а просечна старост становништва износи 40,6 година (39,8 код мушкараца и 41,3 код жена). У насељу има 125 домаћинстава, а просечан број чланова по домаћинству је 3,05.
Ово насеље је углавном насељено Србима (према попису из 2002. године).
|  |

| Демографија | Демографија | Демографија |
| Година      | Становника  | Становника  |
| ----------- | ----------- | ----------- |
| 1948.       | 366         |             |
| 1953.       | 428         |             |
| 1961.       | 371         |             |
| 1971.       | 334         |             |
| 1981.       | 296         |             |
| 1991.       | 436         | 384         |
| 2002.       | 381         | 537         |
| 2011.       | 314         |             |

| Етнички састав према попису из 2002.‍ | Етнички састав према попису из 2002.‍ | Етнички састав према попису из 2002.‍ | Етнички састав према попису из 2002.‍ | Етнички састав према попису из 2002.‍ |
| ------------------------------------ | ------------------------------------ | ------------------------------------ | ------------------------------------ | ------------------------------------ |
|                                      |                                      |                                      |                                      |                                      |
| Срби                                 | Срби                                 |                                      | 270                                  | 70,86%                               |
| Власи                                | Власи                                |                                      | 94                                   | 24,67%                               |
| Хрвати                               | Хрвати                               |                                      | 5                                    | 1,31%                                |
| Румуни                               | Румуни                               |                                      | 2                                    | 0,52%                                |
| Југословени                          | Југословени                          |                                      | 2                                    | 0,52%                                |
| Албанци                              | Албанци                              |                                      | 1                                    | 0,26%                                |
| непознато                            | непознато                            |                                      | 3                                    | 0,78%                                |

| Година пописа     | 1948. | 1953. | 1961. | 1971. | 1981. | 1991. | 2002. |
| ----------------- | ----- | ----- | ----- | ----- | ----- | ----- | ----- |
| Број домаћинстава | 81    | 108   | 82    | 77    | 71    | 118   | 125   |

| Број чланова      | 1  | 2  | 3  | 4  | 5 | 6 | 7 | 8 | 9 | 10 и више | Просек |
| ----------------- | -- | -- | -- | -- | - | - | - | - | - | --------- | ------ |
| Број домаћинстава | 31 | 31 | 15 | 25 | 8 | 8 | 2 | 4 | 1 | 0         | 3,05   |

| Пол    | Укупно | Неожењен/Неудата | Ожењен/Удата | Удовац/Удовица | Разведен/Разведена | Непознато |
| ------ | ------ | ---------------- | ------------ | -------------- | ------------------ | --------- |
| Мушки  | 155    | 32               | 104          | 13             | 6                  | 0         |
| Женски | 162    | 25               | 104          | 24             | 9                  | 0         |
| УКУПНО | 317    | 57               | 208          | 37             | 15                 | 0         |

| Пол    | Укупно                    | Пољопривреда, лов и шумарство | Рибарство                            | Вађење руде и камена | Прерађивачка индустрија       |
| ------ | ------------------------- | ----------------------------- | ------------------------------------ | -------------------- | ----------------------------- |
| Мушки  | 78                        | 16                            | 0                                    | 8                    | 22                            |
| Женски | 47                        | 10                            | 0                                    | 0                    | 19                            |
| УКУПНО | 125                       | 26                            | 0                                    | 8                    | 41                            |
| Пол    | Производња и снабдевање   | Грађевинарство                | Трговина                             | Хотели и ресторани   | Саобраћај, складиштење и везе |
| Мушки  | 1                         | 5                             | 7                                    | 6                    | 3                             |
| Женски | 1                         | 1                             | 5                                    | 2                    | 0                             |
| УКУПНО | 2                         | 6                             | 12                                   | 8                    | 3                             |
| Пол    | Финансијско посредовање   | Некретнине                    | Државна управа и одбрана             | Образовање           | Здравствени и социјални рад   |
| Мушки  | 0                         | 0                             | 1                                    | 1                    | 3                             |
| Женски | 0                         | 1                             | 4                                    | 0                    | 4                             |
| УКУПНО | 0                         | 1                             | 5                                    | 1                    | 7                             |
| Пол    | Остале услужне активности | Приватна домаћинства          | Екстериторијалне организације и тела | Непознато            | Непознато                     |
| Мушки  | 4                         | 0                             | 0                                    | 1                    | 1                             |
| Женски | 0                         | 0                             | 0                                    | 0                    | 0                             |
| УКУПНО | 4                         | 0                             | 0                                    | 1                    | 1                             |

## Географија
Село Церовица се налази у источној Србији на 153 km источно од Београда, а само 2 km од Кучева.
На обронцима Звишких и Хомољских планина протеже се село Церовица са просечном надморском висином од 195 м.

## Историја
Први подаци о насељу на подручју садашње Церовице потичу из периода Римског царства. Међу првим становницима тадашњег насеља били су Келти и они су насељавали подручје поред потока такозвано Цоровица, западно од данашње Колоније.
Келти су махом били рудари који су радили у руднику у Мајдан - Кучајни. Из тог периода постоје остаци гробља видљиво и данас.
Други погром ових становника десио се у периоду Турака. Село је било изграђено у забаченим густим шумама али је турски пут пролазио делом територије паралелно куда води данас асфалтни пут за центар насеља Церовица. Пролазећи ту у одласку за Кладурово у рано јутро, турска војска чувши петлове открили су село и побили све што су затекли и све куће спалили.
Подаци говоре да је након тога формирано насеље у делу такозваном Шћомна (Старо село). Међу првим који су се доселили у Шћомну био је Јова Прву бежећи од зулума Турака из околине Кривељ код Бора. У том периоду важило је да турски субаша прву ноћ проведе са младом када се наш човек жени, али Јова Прву је дохватио пушку и убио субашу и тако се склонио на ово скривено место и ту са женом саградио кућу поред извора звано Чесма. Убрзо затим дошао је и његов брат, доселио се и саградио кућу поред другог извора звани Бобат.
Карактеристика тог насеља је била да су сви житељи имали куће са окућницом поред пута и потока не већи од 5 ари. Њихова имања су се налазила на подручју данашњег дела Церовице тз. Поље, Бојнатовац и Ваља. Да би обрађивали своја имања и гајили стоку морали су сваког јутра да иду на своје салаше, а увече да се врате својим кућама. У центру села су изградили заједничку колибу са пространом просторијом која им је служила за њихове скупове и народна весеља.
Такође на подручју Шћомне сада већ Церовице а помиње се од 1465. године од када званично постоји под тим именом, постојало је и месно гробље. Назив је добило од трговаца који су пролазили путем из Горње Крушевице (садашње Кучево) за Кладурово па видевши простране столетне церове шуме повикаше у глас „како су лепи ови церови“ и дадоше насељу име Церовица које се и до данас очувало. Због свакодневног мукотрпног одласка и повратка из села на салаше и обрнуто, након Другог светског рата почиње масовно исељавање из старог села Церовице и свако гради нову кућу на свом имању на подручју дела Поље и Бојнатовац. На тај начин од села збијеног типа настало је село разбијеног типа са засеоцима Бојнатовац, Поље - Центар, Старо село - Ваља.
Карактеристично је да се вековима на овом подручју становниство бавило пољопривредом и сточарством. У ранијем периоду ради лакшег чувања многобројне стоке постојала је утрина - ограђени простор удружених пашњака на коме се стока водила на испашу, а иначе бригу око ограде су водили власници стоке тако што су чувајући стоку имали деонице да обилазе и поправљају оштећења. Улаз у саму утрину је био у пределу званом Огрез. У ранијем периоду постојао је старешина села или кмет, а међу првима се помиње Петрић који је највише допринео формирању Церовице и организовању људи на овим просторима. Данас су грађани у насељу Церовица организовани ради остваривања својих потреба у оквиру Месне заједнице Церовица, а који је део јединственог система локалне самоуправе у Општини Кучево.
Седиште МЗ Церовица је у Церовици - Дом културе. МЗ Церовица граничи се са следећим МЗ: Кучево, Кучајна, Каона и у југозападном делу са Националним парком према Крсту. Церовица има развијену путну мрежу на својој територији куд пролази и регионални пут Кучево Петровац, а такође центар је асфалтним путем повезан са центром Кучева, остала путна мрежа су путеви насипани ризлом.